# Агрей
Агре́й (дав.-гр. Ἁλιθέρσης) — персонаж давньогрецької міфології, фінікійський мешканець.
Його вважать першим в світі мисливцем, що навчив людей полювати. Мав брата Галієя, який був першим рибалкою, що навчив людей рибалити.